# Problema de relació principal-agent

Idea bàsica de la teoria de l'agència

El problema principal-agent fa referència al conflicte d'interessos i prioritats que sorgeix quan una persona o entitat (l'«agent») pren mesures en nom d'una altra persona o entitat (el «principal»). El problema empitjora quan hi ha una discrepància més gran d'interessos i d'informació entre el principal i l'agent, així com quan el principal no té els mitjans per a castigar l'agent. La desviació de l'interès del principal per part de l'agent s'anomena «costos d'agència».
Entre els exemples comuns d'aquesta relació hi ha la direcció corporativa (agent) i els accionistes (principal), els càrrecs electes (agent) i els ciutadans (principal), o els intermediaris (agent) i els mercats (compradors i venedors, principals). En tots aquests casos, el principal ha de preocupar-se de si l'agent actua en l'interès del principal. Els models principal-agent solen examinar el risc moral (accions ocultes) o la selecció adversa (informació oculta).
El problema principal-agent sorgeix normalment quan totes dues parts tenen interessos diferents i informació asimètrica (l'agent té més informació), de manera que el principal no pot garantir directament que l'agent sempre actua en el millor interès del principal, sobretot quan les activitats que són útils per al principal són costoses per a l'agent, i els elements del que fa l'agent són costosos d'observar per al principal.
El problema de l'agència es pot intensificar quan un agent actua en nom de múltiples principals (vegeu el problema de múltiples principals). Quan diversos principals han d'acordar els objectius de l'agent, s'enfronten a un problema d'acció col·lectiva en la governança, ja que els principals individuals poden pressionar l'agent o actuar en els seus interessos individuals en lloc de l'interès col·lectiu de tots els principals. El problema dels múltiples principals és particularment greu en el sector públic.
Es poden fer servir diversos mecanismes per a alinear els interessos de l'agent amb els del principal. En l'àmbit laboral, els empresaris (el principal) poden usar comissions o treball a preu fet, participació en els beneficis, salaris d'eficiència, mesurament del rendiment (inclosos els estats financers), el dipòsit d'una fiança per part de l'agent o l'amenaça d'acomiadament per a alinear els interessos dels treballadors amb els seus.

## Visió general
S'espera que l'agent persegueixi els interessos del principal; tanmateix, quan els interessos de l'agent i del principal difereixen, sorgeix un dilema. L'agent posseeix recursos com ara temps, informació i experiència que el principal no té. Alhora, el principal no té control sobre la capacitat de l'agent per a actuar en el seu propi interès. En aquesta situació, la teoria fa la hipòtesi que les activitats de l'agent es desvien de seguir els interessos del principal i impulsen l'agent a maximitzar els seus interessos.
La teoria del principal i l'agent va sorgir en la dècada de 1970 a partir de les disciplines combinades de l'economia i la teoria institucional. Hi ha certa controvèrsia sobre qui va originar la teoria, i els teòrics Stephen Ross i Barry Mitnick en reivindiquen l'autoria. Es diu que Ross va descriure originalment el dilema en termes d'una persona que tria un sabor de gelat per a algú els gustos del qual desconeix (Ibid). La referència més citada a la teoria, però, prové de Michael C. Jensen i William Meckling. La teoria s'ha estès molt més enllà de l'economia o els estudis institucionals a tots els contextos d'asimetria informativa, incertesa i risc.
En el context del dret, els principals no saben prou si (o en quina mesura) s'ha complit un contracte i acaben amb costos d'agència. La solució a aquest problema d'informació —estretament relacionat amb el problema del risc moral— és garantir la provisió d'incentius adequats perquè els agents actuïn de la manera que els principals desitgen.
En termes de la teoria de jocs, implica canviar les regles del joc de manera que les eleccions racionals egoistes de l'agent coincideixin amb el que desitja el principal. Fins i tot en l'àmbit limitat dels contractes laborals, la dificultat de l'execució pràctica es reflecteix en una multitud de mecanismes de compensació i esquemes de supervisió, i també en la crítica d'aquests mecanismes (vegeu, per exemple, les Set malalties mortals de la gestió, de Deming, 1986).